# Székelyhegytanya
Székelyhegytanya románul: Pădure, falu Romániában, Erdélyben, Fehér megyében.

## Fekvése
Buzásbocsárd közelében fekvő település.

## Története
Székelyhegytanya korábban Buzásbocsárd része volt. 1956-ban vált külön településsé.
A 2002-es népszámláláskor 25 lakosa volt.